# Promises (Adema)
Promises è un singolo promozionale degli Adema, estratto dall'album Unstable e pubblicato il 7 novembre 2003 dall'Arista Records.

## La canzone
Il testo sembra parlare di qualcosa come una relazione come solito nelle canzoni degli Adema, ma il cantante Mark Chavez spiega invece di un ragazzo che vuole vivere all'altezza delle aspettative delle altre persone, ma alla fine si stufa di provarci e inizia a vivere all'altezza delle sue stesse aspettative.

## Tracce
1. Promises – 3:59